# منیزیم گلوکنات
منیزیم گلوکنات (به انگلیسی: Magnesium gluconate) یک ترکیب شیمیایی با شناسه پاب‌کم ۱۱۴۱۸۵۷۰ است. 